# Verwaltungsgebäude der Firma Röhm
Das Verwaltungsgebäude der Firma Röhm ist ein Bauwerk in Darmstadt.

## Architektur und Geschichte
Im Jahre 1956 wurde der große Verwaltungsbau der Firma Röhm nach Plänen des Architekten Kurt Jahn erbaut.
Das Bauwerk besteht aus einem Torbau, der leicht gerundet ist und auf massiven Stahlbetonstützen ruht, die der statisch berechneten Momentenlinie nachgeformt sind; und einem siebenstöckigen Bürohaus, einem Stahlbetonskelettbau mit einer  Vorhangfassade.
Typisch für die Architektur der Nachkriegsmoderne ist die Rasterfassade aus dunkelroten Klinkern und Brüstungsfeldern aus hellen, profilierten Keramikplatten.
Das Bauwerk besitzt ein Flachdach.

## Denkmalschutz
Aus architektonischen und ortsgeschichtlichen Gründen ist das Bauwerk ein Kulturdenkmal.